# Google街景服务
Google街景（或译Google街景视图）是Google公司所開發，應用於旗下Google地圖及Google地球內的其中一項功能，提供水平方向360°及垂直方向180°的街道全景，讓使用者能檢視所選城市地面上街道不同位置及其兩旁的景物。當這項服務於2007年5月25日啟用時，僅涵蓋美國的五大城市。而現已擴展至114個國家及地区。
Google街景视图會根據使用者的要求，將裝設於旗下車隊車頂上的攝影機所拍下的照片以球狀影像（image orbs）在Google地图上定位，並以Google地图的衛星影像為背景展示。在某些限定行人通行的区域、狭窄的街道以及公园小巷等车輛不能进入的地方，则以Google三輪車替代，2013年起開發出可人力揹負的街景攝影機，以便未來加入連三輪車都無法行駛的地方（例如山徑）的街景。此球狀影像可使用鍵盤的方向鍵或滑鼠點擊移動。利用以上操作，街景的圖片即可從不同大小、不同方向及不同角度觀看。街景視圖中沿著街道展示的路線（在Google Earth上則以多個相機圖案標示），即為街景視圖拍攝時汽車行走的路線。
在2008年11月21日，蘋果iPhone的地圖功能加入了Google街景視圖。同年12月10日，S60第三代平台也加入了Google街景視圖。後來在Windows Mobile平台的Google地圖內也可以用街景視圖功能，而Android平台所有型號的Google地圖也包括了Google街景視圖並能夠結合其數碼指南針功能。
除了道路街景之外，Google还加入了室内街景及海底街景。2013年更加入動物園的園內街景與飛機機艙內街景。
2013年2月，由日本游戏厂商任天堂与Google开发，基于Google街景的应用软件《Wii Street U》在任天堂的Wii U电视游戏机上发售。

## 歷史
Google街景视图在2007年5月25日首次在美國出現，在地圖上會有一相機圖案，每個代表一個城市或地區（例如一個公園），通常還會有鄰近城市、市鎮、其他分區及公園。也有不少地點沒有用相機圖案作標示出來。
- 2008年4月16日，Google街景視圖正式結合至Google地球4.3內。

| 谷歌街景覆盖范围 完全被街景覆盖 部分被街景覆盖 计划中完全或部分被街景覆盖（官方） 计划中完全或部分被街景覆盖（非官方） 仅可查看部分旅游景点 僅對私營企業有意見的國家和屬地 不在当前或计划中的覆盖范围内 |

- 2008年7月2日，Google街景視圖被引進到法國與義大利，成為美國地區以外最先服務的地區。這天之內，增加了19個相機圖案，主要為環法單車賽沿途的小鎮和地區，包括2008年環法單車賽經過的意大利西北小城庫內奧。
- 2008年8月4日，澳洲及日本首次在Google街景視圖出現。該天加入了28個相機圖案，包括日本主要的大都市區及澳洲大部份地區。另外亦同時新增了大約四十個美國城市的街景視圖。
- 2008年12月1日，紐西蘭也被加到Google街景視圖中。而在「紐西蘭隱私權委員會(New Zealand Privacy Commission)」的建議下，特別將人臉的特徵模糊化，但車牌號碼則未見如此處理。
- 2008年6月10日的更新中，原來在街景視圖中向下拉便看到相機底下的車頂的情況，已不再復見。另外一項變更是把「面部模糊」科技套用到所有街景視圖上，基本上令本來的高解析照片（如美國三藩市）全部降低了解像度。另外此次更新亦加入很多大城市的近郊地區，但沒有在地圖上加入相機圖案作標示。街景視圖本來同時採用由沉浸式媒體（英语：Immersive Media）拍攝和Google自行拍攝的照片；但自2007年12月以來，Google只使用由自行拍攝的照片。
- 2008年11月26日，Google地圖上代表街景視圖的相機圖案被刪除，而改以一個黃色小人偶「樁標人」(pegman)置於左上方（在Google地球則是以「街景視圖」的圖層表示）。在Google地圖上拖拉樁標人時，街景服務已上線的地區會有藍色線標示，並有小視窗可展示目前的街景。當樁標人被放到藍色區域內時，街景視圖將會開啟並以佔滿Google地圖視窗的方式展現。
- 2009年4月9日，街景視圖可用全螢幕觀賞。
- 2009年6月5日，街景視圖引入「聰明導航」系統。該系統容許使用者以滑鼠雙擊在視圖間遊走。
- 2010年4月5日，街景服务于全世界所有的街景视图上增添了3D功能，令到使用者佩戴上3D眼镜之后可观看到3D的街景图像。剛開始時這功能的開啟按鈕位於地圖左側的操控工具中，後來按鈕隱藏到滑鼠右鍵選單內。
- 2010年6月中，Google將來自旗下相片分享網站Panoramio，由用戶提供的相片整合到Google地圖內。當拖拉Google地圖內的樁標人時，除了街景服務已上線地區會顯示為藍色外，有Panoramio相片的地點亦會以藍點表示。
- 2012年10月30日，Google宣佈用戶可以利用Galaxy Nexus手機的功能拍下全景照片，並把照片於Google地圖內分享。
- 2013年2月，由日本游戏厂商任天堂与Google开发，基于Google街景的应用软件《Wii Street U》在任天堂的Wii U电视游戏机上发售。
- 2014年4月23日，街景視圖PC版新增虛擬時光旅遊功能，讓人們倒轉時光，看看街道或某建築的變化。[2]
- 2023年3月31日，Google街景服務（Google Street View）」App關閉。[3]

### 按地區
Google街景首次在2007年5月25日公開，但直到2008年7月2日前還是只有美國地區。新內容通常在每兩天到六個月不等的時間内發表。在2008年11月26日前，已有街景服務的城市在地圖上會有一相機圖案，而每次更新後新的相機圖案就會出現；後來則改由藍色線代表有街景視圖的街道。

#### 北美洲
美國是最早有Google街景視圖服務的國家，除了圖像外也有其相關的介紹。剛開始時只能觀看少量的街景視圖、只局限於城市範圍內、只有主要街道、以及建築物只能向上看到一個特定高度。只有很少的城市近郊地區和大都會附近的小城被包括在內。
經過幾輪的更新後，新加入的城市有了較多的內容，包括了一些小街（尤其是城市中心附近）和更多的近郊地區和鄰近小城。
一些街景已經上線的城市有時亦會推出新相片來取代原來較差的版本：在一些原來只包括大街的社區加入更多的街道、加入更多的近郊地區、以及相片向上可以看得更高。
本來Google街景服務只包括城市和近郊地區。自2008年6月10日起，一些跟大城市分離的地區亦開始被加入，而且地圖上不會出現相機圖案作標示。8月4日有大範圍的美國地區被加入服務，但只加了新奧爾良一個城市的相機圖案。
2008年11月4日增加了三個美國城市，當中有華盛頓首都區、巴爾的摩及西雅圖。
2008年12月9日，街景視圖全面覆盖美国所有大中城市地区和貫穿本土48個州的主要公路。
2009年3月18日，特拉華州、北達科他州、羅德島州及南達科他州的大部份地區被加入。
2009年11月9日，夏威夷州街景正式上線，街景服務全數包括美國五十個州。
加拿大方面，2009年5月時可見到Google街景視圖車隊在該國的城市內行走。2009年10月7日部份城市的街景正式上線。
從2009年4月起，墨西哥國內亦見到街景車隊在拍攝。2009年11月9日，墨西哥街景服務正式開通，包括了墨西哥城、瓜達拉哈拉等大城市。
2009年12月2日，加拿大增加八個城市的街景視圖。美國則加有更多地標及旅遊景點的街景服務。

#### 歐洲

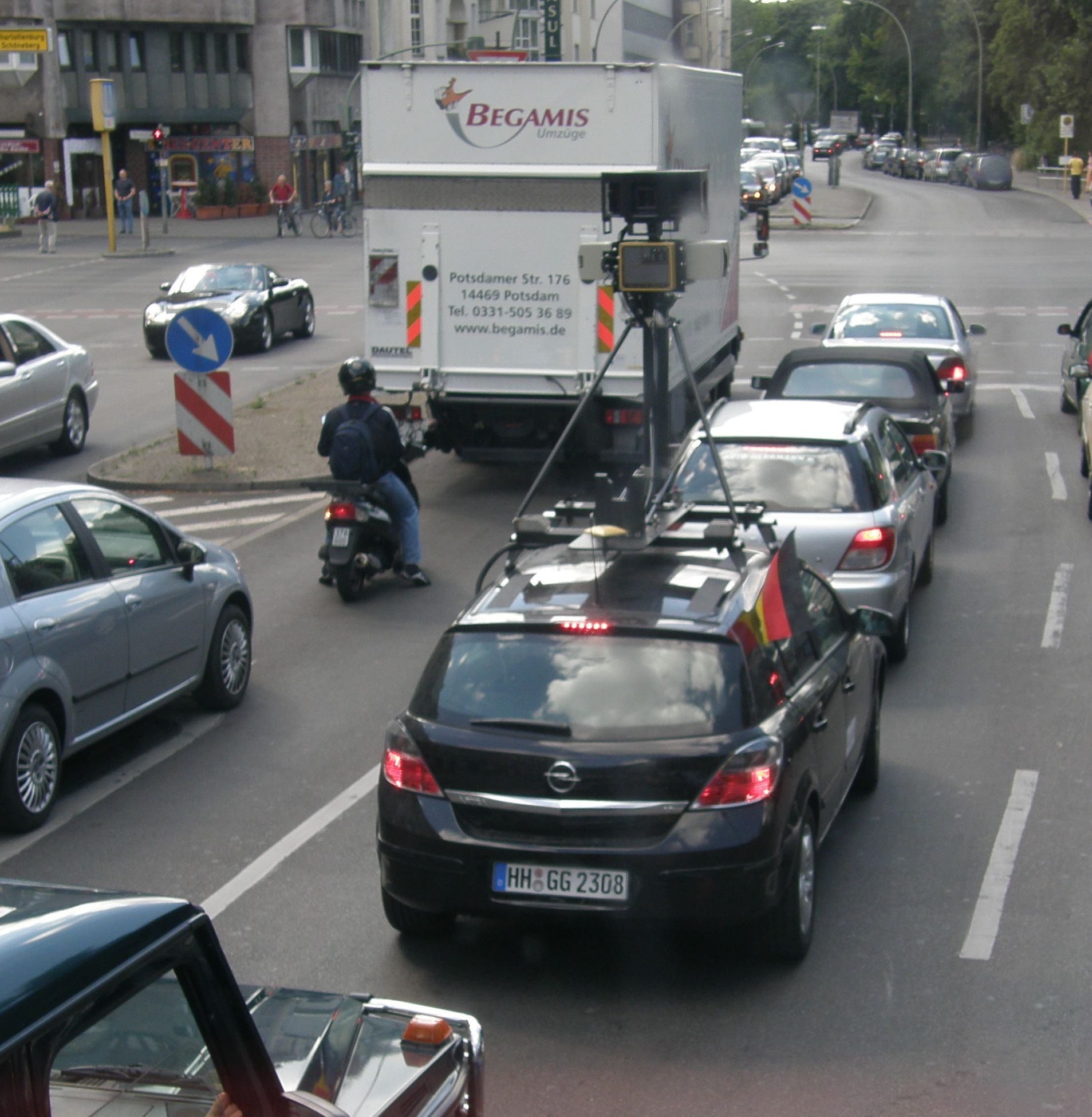
2008年6月位於德國柏林一輛Google街景攝影車

第一幅美國境外的街景視圖在2008年7月2日公開，包括了當年環法單車賽路線。十九個系列圖片包括了法國及意大利的城市。
2008年10月14日公開了六個法國城市的圖片包括里爾、里昂、馬賽、尼斯、巴黎及图卢兹。在7月2日加入的圖片仍然保留，不過地圖上標示的相機圖案則被移除；此為Google街景視圖上的首次。
2008年10月27日有四個西班牙城市成為街景地點。包括馬德里、巴塞隆納、塞維爾亞及華倫西亞。
2008年10月29日意大利有四個城市有街景視圖，包括佛羅倫斯、米蘭、羅馬及科莫湖。
2009年3月18日公開了英國和荷蘭部份地區的街景視圖。
2009年5月，德國Google公佈了該國5月及6月時將會被街景視圖車隊拍照的城市名單。
2009年8月18日，瑞士及葡萄牙的街景服務正式上線。另外意大利亦有新地區被加入。
2009年10月7日，捷克部份地區的街景服務上線。
2009年11月9日，荷蘭及西班牙加入了更多地區的街景視圖。
2010年1月21日，丹麦和瑞典的街景上线，另外英国、意大利、荷兰有新地区加入。
2010年2月10日，芬兰和挪威的街景上线。
2010年9月30日，愛爾蘭的街景亦正式上線。
2010年11月2日，德國小部份地點（主要為足球場）的街景上線。至11月18日，該國的大城市街景亦正式上線。
2010年12月8日，羅馬尼亞的街景上線。
2011年6月29日，萌島及澤西島的街景上線。
2011年12月3日，盧森堡市街景上線
2011年7月8日，摩納哥的街景上線。
2011年11月22日，比利時的街景上線。
2012年2月22日，增加了俄罗斯莫斯科及圣彼得堡的街景图。
2012年3月21日，增加了波蘭多個城市的街景。
2012年4月19日，乌克兰的街景正式上線。
2012年5月14日，愛沙尼亞及拉脫維亞的街景正式上線。
2012年6月19日，聖馬利諾的街景正式上線。
2012年9月25日，安道爾及克羅地亞的街景正式上線。
2012年10月30日，斯洛伐克的街景正式上線。
2013年10月10日，冰岛的街景正式上线。
2024年12月5日，伦敦车站的街景上线。

#### 亞洲

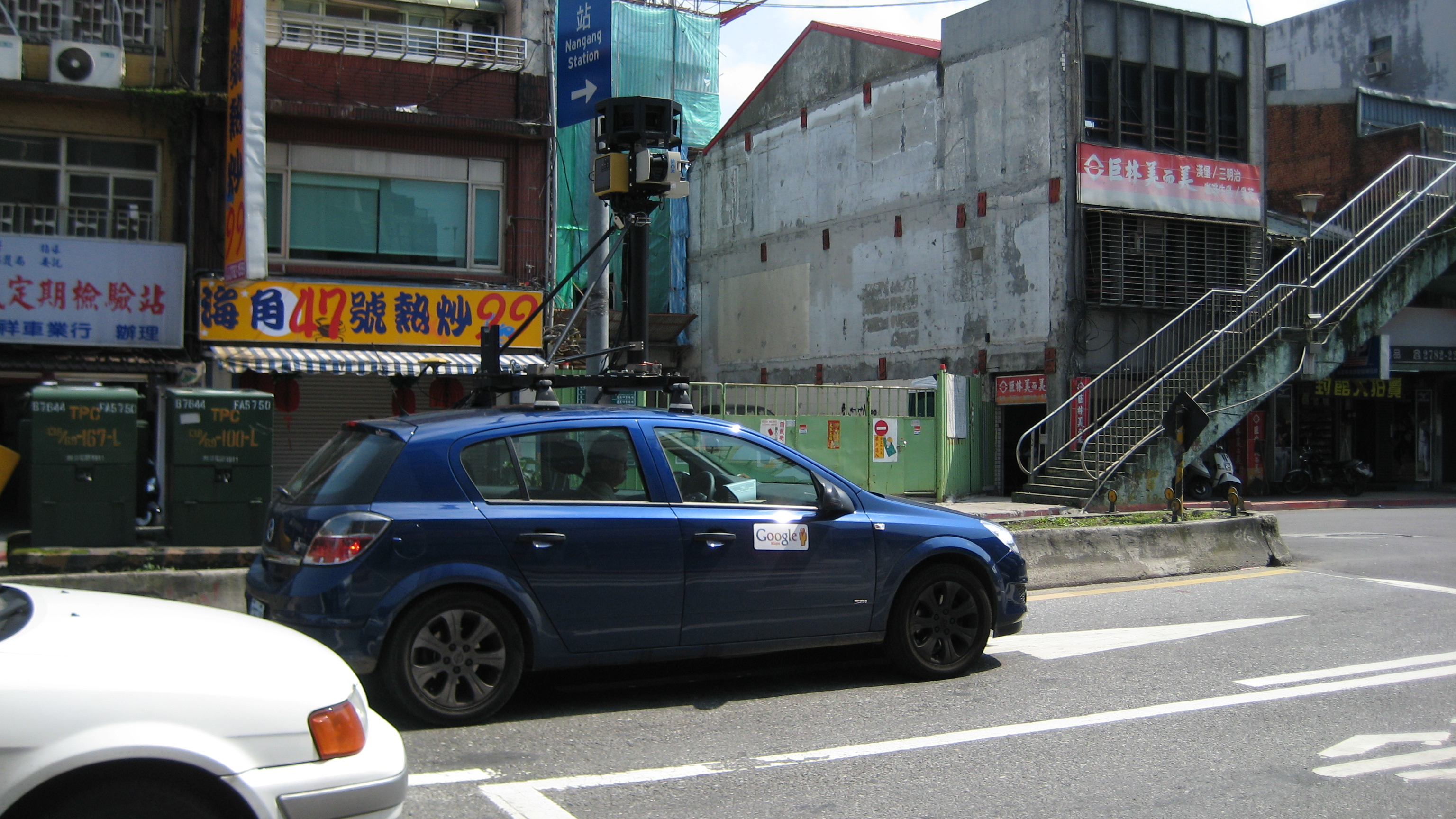
在台北的街景視圖汽車

2008年8月4日Google引入日本街景視圖。初期的街景地點主要集中在5個区域，在地圖上以10个相機圖案標示。服務由於忽略了日本文化而受到批評。
2008年10月，街景視圖車隊在新加坡街上行走。
2009年初，街景視圖車隊在香港市區行走。2009年3月時車隊亦在台北市內行走。
2009年8月18日，台灣街景視圖正式上線，提供大台北地區（台北市、新北市）的街景視圖的功能。
2009年10月7日，日本加入了更多地區的街景視圖。
2009年12月2日，新加坡街景視圖正式上線。
2010年1月21日，台灣街景視圖擴大到高雄市、台中市、新竹縣市、桃園市、基隆市、彰化縣、屏東縣、花蓮縣、台東縣、宜蘭縣等十五個縣市。
2010年3月11日，香港及澳門的街景視圖正式上線。
2011年12月13日，東日本大地震重災區的災後街景圖（同年7月左右拍攝）上線，部份地方有災前的街景供對照。Google公司藉此希望人們不要忘記此災難。
2012年1月24日，南韓的街景正式上線，提供了首爾及釜山兩座城市部份地區的街景圖。
2012年3月21日，泰國的街景正式上線。
2012年4月23日，以色列的街景正式上線。
2012年5月23日，Google街景三輪車正式進駐香港，同時象徵「香港街景特搜計劃」正式啟動
2013年3月28日，福島縣雙葉郡浪江町（福島第一核電廠20公里範圍內疏散區）街景上線，由當地政府要求拍攝。
2013年8月，Google街景首次进入中国大陆——8月数个新上线的动物园街景中就有四川成都大熊猫繁育研究基地的街景，此外Google街景还增加了北京的尤伦斯当代艺术中心街景以及成都金沙遗址博物馆的街景。
2014年1月，Google街景马来西亚正式上线
2014年4月10日，太陽花學運佔據中華民國立法院議場期間的議場內街景，由普通用戶拍攝上傳並被媒體報導。
2024年3月，哈萨克斯坦的街景上线

#### 大洋洲
2008年8月4日加入了澳大利亞大部份地區，地圖上有18個相機圖案標示。
2008年12月1日包括了新西蘭地方。
2008年12月9日增加澳大利亞的達爾文及其他地區。

#### 非洲
2010年6月8日加入了南非的街景，以迎接2010年世界盃的來臨，更成為首個在非洲的街景視圖計劃。
2012年11月28日加入了博茨瓦納的街景。
2013年4月23日加入了莱索托的街景。
2013年9月25日加入了斯威士兰的街景。

#### 南美洲
2010年9月30日加入了巴西的部份地區。
2012年3月21日，加入了巴西一段亞馬遜河的街景。
2012年9月25日，加入了智利的街景。
2013年8月14日，加入了秘鲁的街景。
2013年9月3日，哥伦比亚的街景正式上线。
2013年9月12日，加入了厄瓜多尔加拉帕戈斯群岛的街景。

#### 南極洲
2010年9月30日加入位處南冰洋南設得蘭群島的半月島部份地區。
2012年7月17日加入南極洲更多景點的視圖。

## 未來計劃
Google曾表示他們的最終目標是為全球所有地方提供街景視圖服務，但他們一直沒有透露將於何時增加哪些地區的時間表。
| 國家/地區  | 引文          |
| ---------- | ------------- |
| 奧爾德尼島 | [ 11 ]        |
| 阿根廷     | [ 12 ]        |
| 奥地利     | [ 13 ]        |
| 希腊       | [ 14 ] [ 15 ] |
| 根西       | [ 11 ]        |
| 匈牙利     | [ 16 ] [ 17 ] |
| 印度       | [ 18 ]        |
| 塞爾維亞   | [ 19 ]        |
| 斯洛維尼亞 | [ 20 ]        |

另外，谷歌中国地图产品经理林裕宽在2009年8月20日透露中国大陸城市的街景已在计划之中，中國網友将來可以用谷歌地图游览全国各大都市，但后因谷歌退出中国，相关计划被搁置。此外，“城市吧”网、腾讯网已经分别于2006年7月和2011年底开通了中国部分城市的街景视图，使得Google街景在开通相关服务之前，商机已经被抢占。不过这些网站曾都没有对人脸及车牌进行模糊化处理（後已按当局要求进行处理）。
中国大陆国家测绘地理信息局在2012年2月宣布，Google在华合资公司北京谷翔信息技术有限公司（谷歌中国）已于2011年11月提出互联网地图服务测绘资质申请，在资质审批过程中，其互联网地图服务可维持现状，但不得增加新的互联网地图服务内容。

## 街景背包
Google有「街景背包借用試辦計劃」，可供大眾於網上申請，而審批申請，會考慮景點特殊程度，學術研究和非牟利團體優先。可背式拍攝器材高120公分，重18公斤（40磅）。背包上方設球狀鏡頭組群，共15個鏡頭，使用Android手機控制。15個鏡頭從不同角度，每2.5秒拍攝一次，以後期製作組成360度景象畫面。每次充電後可運作6至8小時。

## Wii Street U
2013年2月，由日本游戏厂商任天堂与Google开发，基于Google街景的应用软件《Wii Street U》在任天堂的Wii U电视游戏机上发售。《Wii Street U》通过游戏机的GamePad平板式手柄可以使玩家以360度的全视野观看街景中的景色，并还可以配合Wii平衡板进行虚拟的远足。

## 隱私問題
有人質疑Google的計劃能否保障隱私。街景服務中可看到一名男士離開脫衣舞夜總會、穿上比基尼泳衣的曬日光浴人士、家長虐打他們的孩子或在自宅裸露身體等不適合公開的行為。但Google坚持认为，这些照片是公共财产。在正式啟動服務前，Google刪除了家庭暴力庇護所的照片，同時容許用戶回報不適當或具爭議性的照片以便Google進行審核及刪除。在Google街景視圖剛剛推出的時候，要求刪除照片的程序並不容易，但Google後來改善了回報制度令其變得更為簡單直接。但一些有可能被人非法進入的地方、曬日光浴人士、以及顧客進入成人店舖的相片則仍被保留，而其他媒介亦常轉載這些照片。
Google街景視圖未必符合歐洲某些國家或地區的法律。一些歐洲國家明文規定禁止在沒有當事人同意下在公共地方拍攝以用作公眾發佈之用。
除外，拍摄街景的收集车同时也会收集途径处的Wifi信号数据，甚至包括其中的互联网通信数据，例如IP地址、电子邮件地址、网站密码等。部分国家或地区要求Google上交或销毁这些记录，但也有部分被Google拒绝或接受了法院裁决进行赔偿。

### 美国
面對美國境外的隱私問題，Google於2008年5月13日開始在街景視圖上利用科技把被攝人士的面目變得模糊。在當天之後推出的新照片（包括2008年7月2日推出的第一批歐洲照片）均採用了此科技。
Google延遲推出巴爾的摩-華盛頓首都大都會區圖片，原因是美國國土安全部指出某些圖片是在容易攻擊的地區出現。
美國國防部禁止Google發佈拍到美軍基地的街景視圖，並要求Google刪除已發佈的基地相片。Google遵從了有關指示。
有家長擔心街景視圖危及兒童在社區的安全。
一对匹兹堡夫妇Aaron and Christine Boring起诉Google“侵犯隐私权”。他们声称，街景将他们房屋的照片发布到网上，令其隱匿的住宅價值下跌，但賓夕法尼亞州法院後來裁定他們敗訴。判詞中法官表示「雖然可想像得到很多人會因他們的物業出現在Google的虛擬地圖上而對相關的隱私問題不滿，但除非涉及機密，否則很難相信會有任何人因而受傷害。」
在美國的一些社區，所有街道都是私人擁有的，而業主們均以Google沒有得到他們許可拍攝為由，要求Google刪去這些街道的照片。明尼蘇達州的北橡木市可能是第一宗類似事件，而Google亦遵從了他們的要求。
2012年美國媒體披露，谷歌工程師馬里厄斯·米爾納（Marius Milner）在Google街景的汽車上安裝了軟件，汽車在駕駛時會自動接入WiFi熱點並收集個人信息。聯邦通信委員會調查事件，期間谷歌並沒有配合政府調查，收到聯邦通信委員會發出的罰單。

### 英国
街景視圖推出的第一天就因隱私問題而被批評。照片中可看到一名男子被警察拘捕、另一名男子正在離開成人商店以及一人正在嘔吐。在唐寧街附近的照片則被移除。
街景視圖服務被批評沒有顧及貝爾法斯特的保安風險，尤其是推出前剛發生了導致兩名士兵及一名警察喪生的軍營門前開槍襲擊。
街景視圖推出之後，人權監察組織Privacy International向英國的資訊辦公室對Google街景視圖提出正式投訴，指出超過200宗在照片中可認出行人身份的例子。該組織的主管戴維斯(Simon Davies)表示，他們因Google街景視圖對英國國民做成「顯然的難堪及傷害」而提出投訴。他指出Google街景視圖未能達到2008年7月為了推出服務而向英國資訊辦公室作出的保證，包括把所有面貌和車牌號碼變得模糊，因此要求停止街景視圖服務直至調查完成為止。他解釋，Google的面貌及車牌模糊技術在一些照片上未能見效意味著英國隱私條例將適用於Google街景視圖所使用的相片，因此根據法例使用前必先徵得當事人（相片中人）的同意。在2009年4月23日，資訊辦公室裁定儘管街景視圖對私穩構成一定的小風險，但不應被禁制。裁決指出在英國，除非在拍照時騷擾他人，否則現時並無法例禁止任何人在街上對其他人拍照。裁決同時指出街景視圖並無抵觸英國的隱私條例，因為該法例是保障個人資料，而非一些房子的相片。
2009年4月3日，有報導指英格蘭白金漢郡一條村落的村民組成人鏈，不准Google街景視圖的車隊進入拍攝。村民表示擔心街景視圖會「入侵（村民的）隱私」和「鼓吹罪案」。傳媒亦報導有持相反觀點的網友在網上鼓勵其他人「跑到村裡去拍一些完全合法的照片」。

### 
Google在2007年曾答應在澳大利亞的街景視圖上不會顯示被攝者的面貌以及車牌號碼，但直至2008年8月，部份照片仍然可看到。到2011年5月4日，Google宣布計劃繼續更新，並隨後於同年7月27日發布更新的城鎮街景圖像。

### 日本
Google街景視圖於2008年8月於日本推出，並於2009年2月擴大至十個縣。相片包括了住宅及商業區，並且顯示了行人的面貌、車牌號碼、寫著姓氏並掛在家門的門牌（表札），甚至曾意外拍攝到晾在外面印有ACG圖案的被單，因此在日本惹來爭議。當地地方政府、律師及個人團體等指責Google侵犯私隱。2009年2月3日，日本Google的代表出席了在東京都政府舉行的隱私問題會議。會上Google同意他們之前並未充分考慮到隱私權的問題，並答應將來在街景視圖拍攝前先知會地方政府。日本Google承認類似的通報機制其實已在其他國家運行，但因不了解日本對隱私的憂慮而沒有在日本採用。

### 加拿大
在加拿大除了有人對街景視圖帶來的私隱問題表達關注外，一位專欄作家亦提出了一個「另類」的抗議。Les MacPherson對於Google選擇在冬季末期拍攝街景視圖表達不滿，表示經過漫長的冬季後，當地的景色並不吸引，猶如「對著一位昏迷了六個月後剛甦醒過來的美女拍照」一樣。

### 德国
2009年4月Google被德國雜誌訪問時表示，德國公眾反對街景視圖的程度比其他國家要高。Google德國指將會在德國街景視圖推出時同時推出新的「隱私保障工具」，到2011年Google停止拍攝，直至2022年3月才再次更新街景視圖，再在2023年9月進一步新增郊區和高速公路的街景視圖，唯北萊茵-威斯伐倫州和黑森大部份地區現時仍未有街景視圖。

### 奥地利
Google街景在奧地利被禁，因為Google在2010年被發現未經授權收集Wi-Fi數據。解禁後，奧地利制定了街景如何合法運營的規則。Google於2017年恢復收集圖像。截至2018年，Google街景在奧地利的部分地區可用。

### 希腊
Google在希臘的拍攝工作被叫停，直至Google能夠提供更多對隱私資料保障的保證。2010年1月18日，希臘政府重新批准Google拍攝，條件是必須把路人及其他可能侵犯隱私的資料在街景相片中用技術將之變得模糊。

### 香港

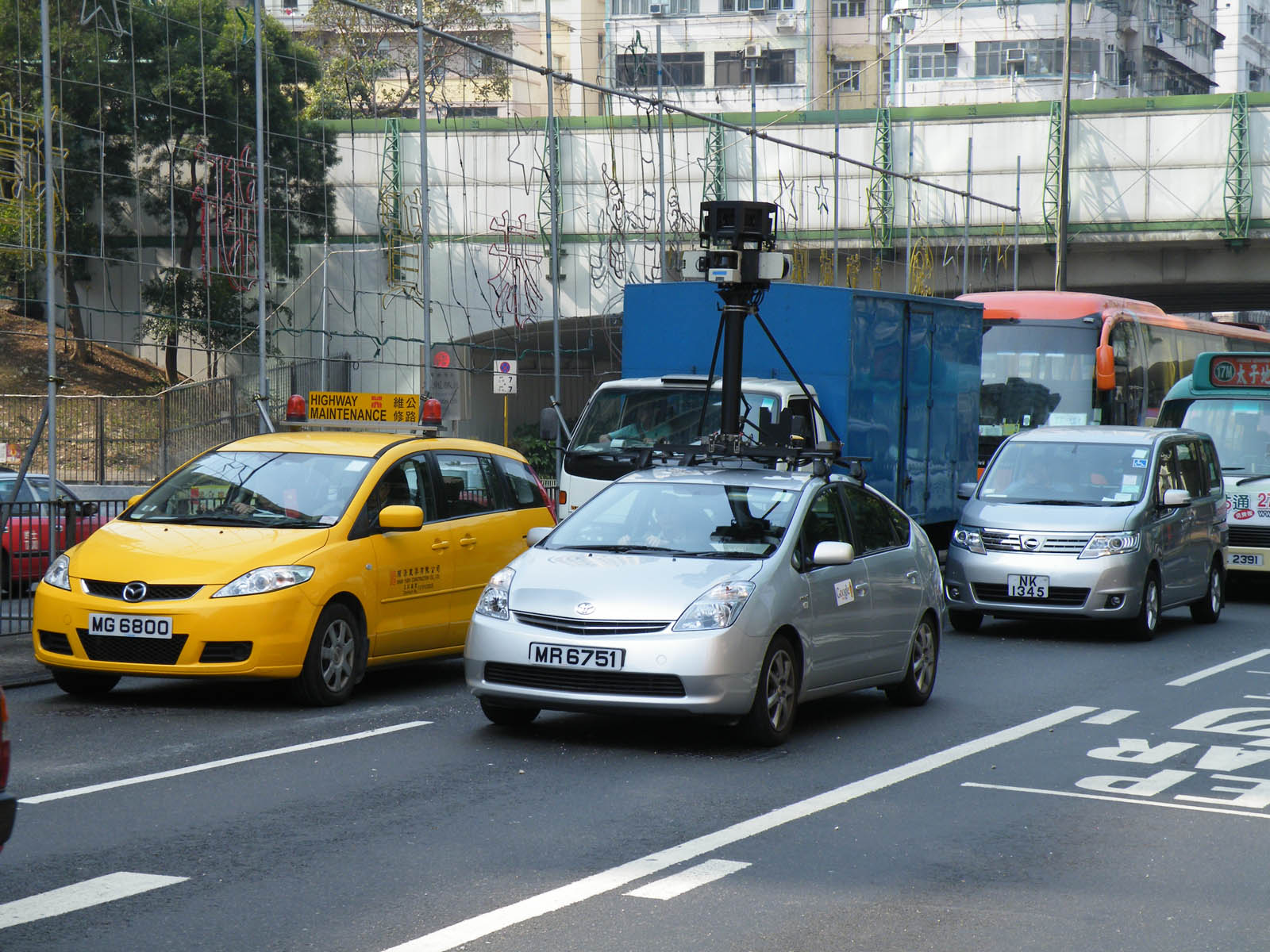
香港拍攝Google街景的車輛

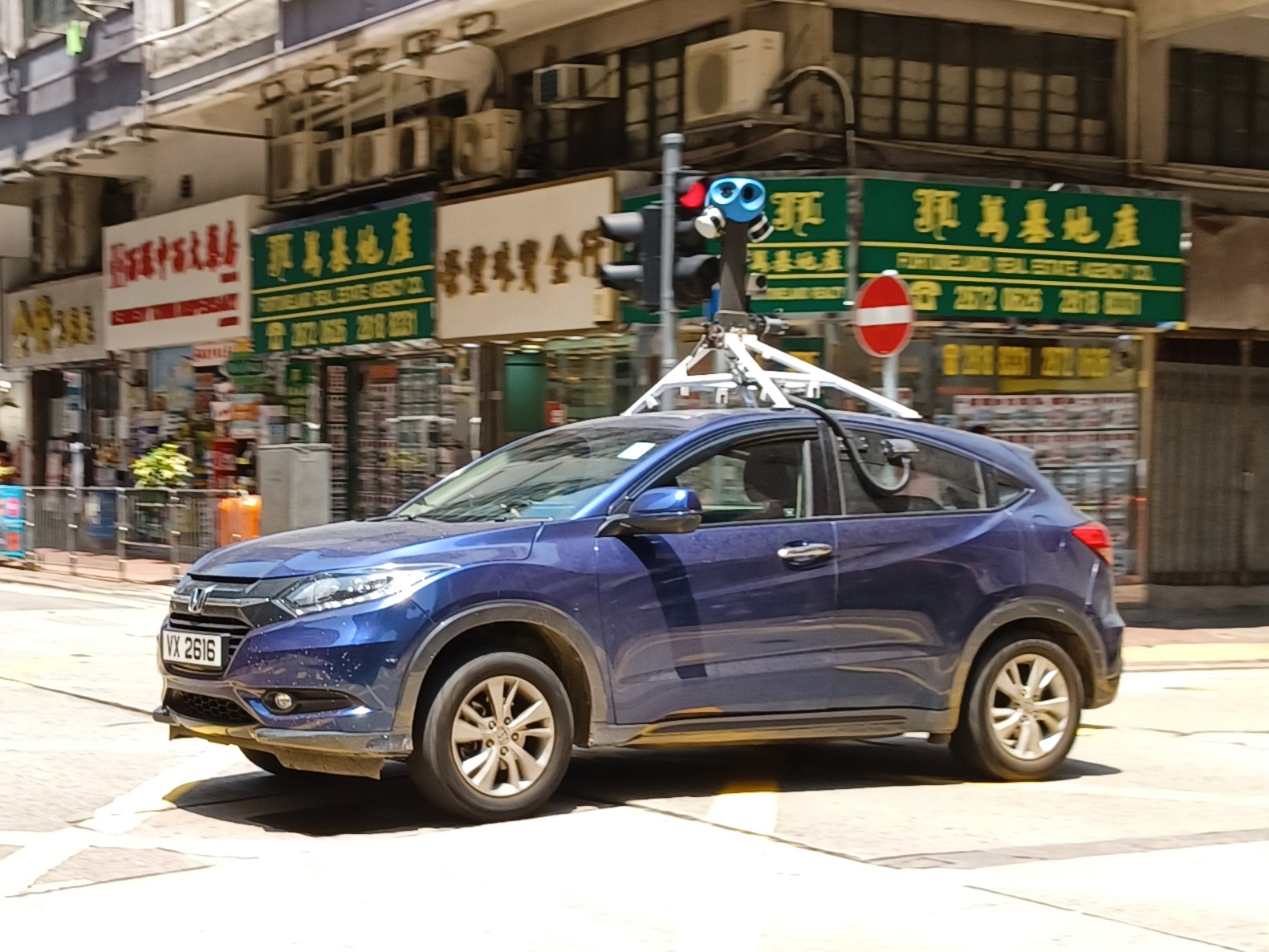
香港拍攝Google街景的車輛

香港個人資料私隱專員就街景計劃會否觸犯香港的《個人資料(私隱)條例》，在香港的街景視圖推出前主動向Google查詢。Google表明街景計劃沒有意圖匯集可識辨特定人士身份的資訊，行人臉孔和汽車車牌號碼也將糢糊化或屏蔽處理以確保無法辨認。此外，照片由拍攝至發佈至少相隔三個月，避免有人憑有關影像得知特定人士現時身處何地。 Google同時向專員保証若有人對某個影像因攝得其本人、其子女、房屋或汽車向Google提出異議，Google會應要求把有關影像完全刪除。
專員據此認為該計劃沒有違反香港的私隱條例，但若有受影響人士向他提出與《個人資料(私隱)條例》有關的投訴時，保證會嚴肅處理。

### 
2010年8月10日，韓國警方搜索Google的首爾辦公室，帶走大批電腦及文件，並約談員工。國家警察廳網路部門表示，搜索的原因是因該公司的街景車涉嫌搜集使用者的WiFi資料。

### 印度
2011年，Google收到班加羅爾警方的一封信後，停止在印度拍攝街頭照片。相隔11年後，Google在 2022年宣佈在包括班加羅爾在內的8個印度城市推出街景服務。

### 澳門
2010年5月18日，有報導指Google為提供街景服務而在包括澳門在內的多個國家和地區收集影像資料時，同時收集了未經加密的Wi-Fi網絡資料，之後澳門特別行政區政府個人資料保護辦公室主動介入調查。個人資料保護辦公室以當中收集了大量含個人資料的影像及Wi-Fi資料，涉及敏感資料，且有關資料已被轉移到美國和被Google拒絕查閱當時在澳門收集的Wi-Fi資料爲由科處Google澳門幣10,000元罰款，須立即刪除所有透過“街景服務”專車在澳門不合法收集的敏感資料。其他的一般資料，Google應兌現其在有關街景圖像發佈12個月後，對原本未經模糊化的圖像檔案原件進行永久模糊化。

## 交通事故
Google街景車在印度尼西亚茂物发生交通事故，最初撞向公共汽車后逃逸，但又再撞上另一辆公車和一辆卡车。

## 外部連結
- 官方网站

### Wii Street U
- 官方网站（日語）
- 官方网站（英文）